# Hordeolum

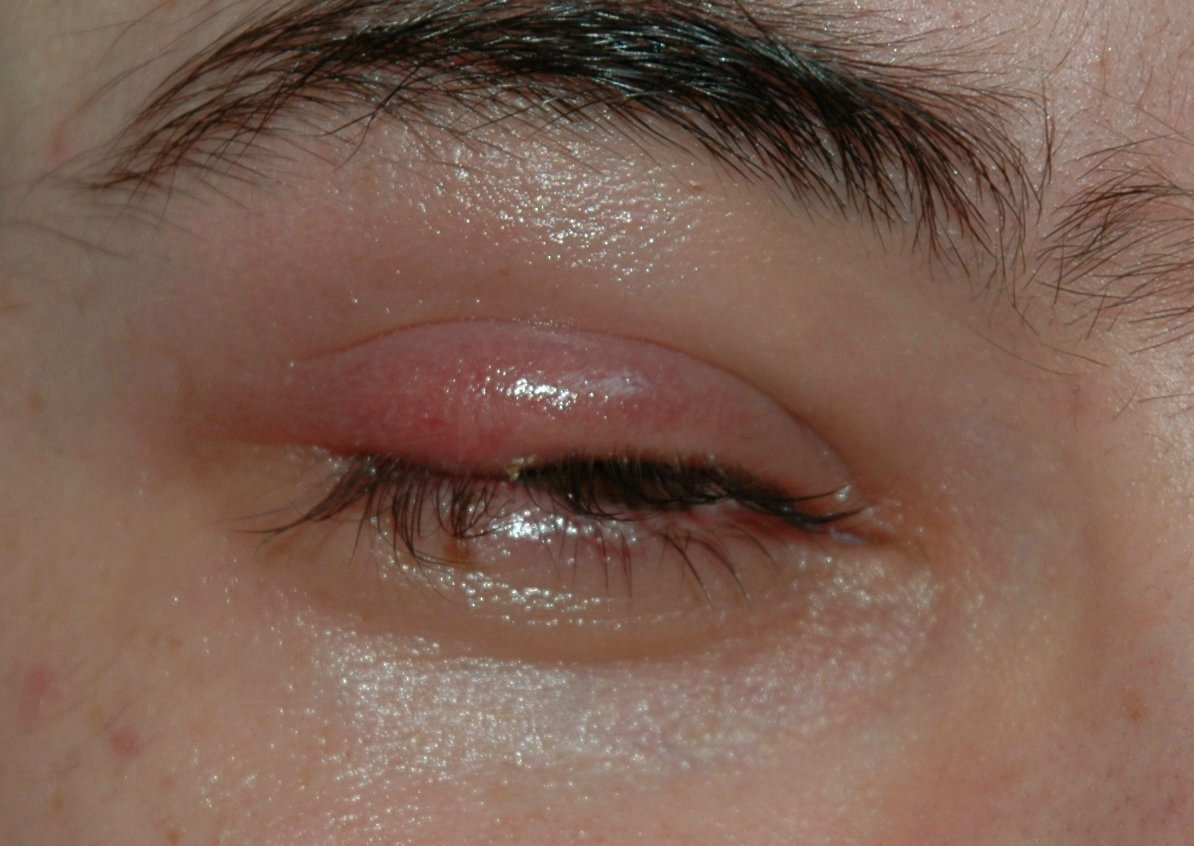
Gerstenkorn nach ca. zwei Tagen

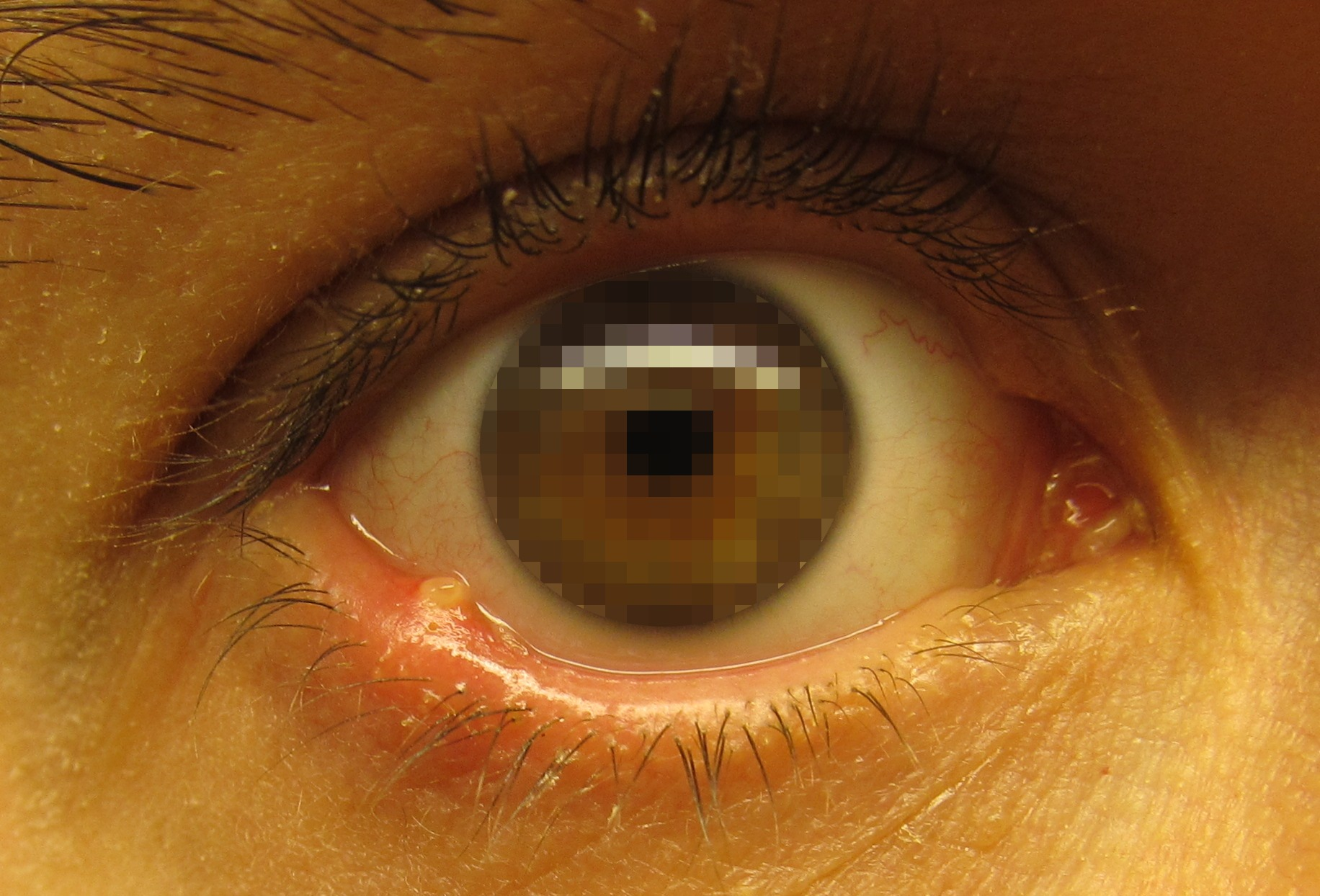
Gerstenkorn nach fünf Tagen

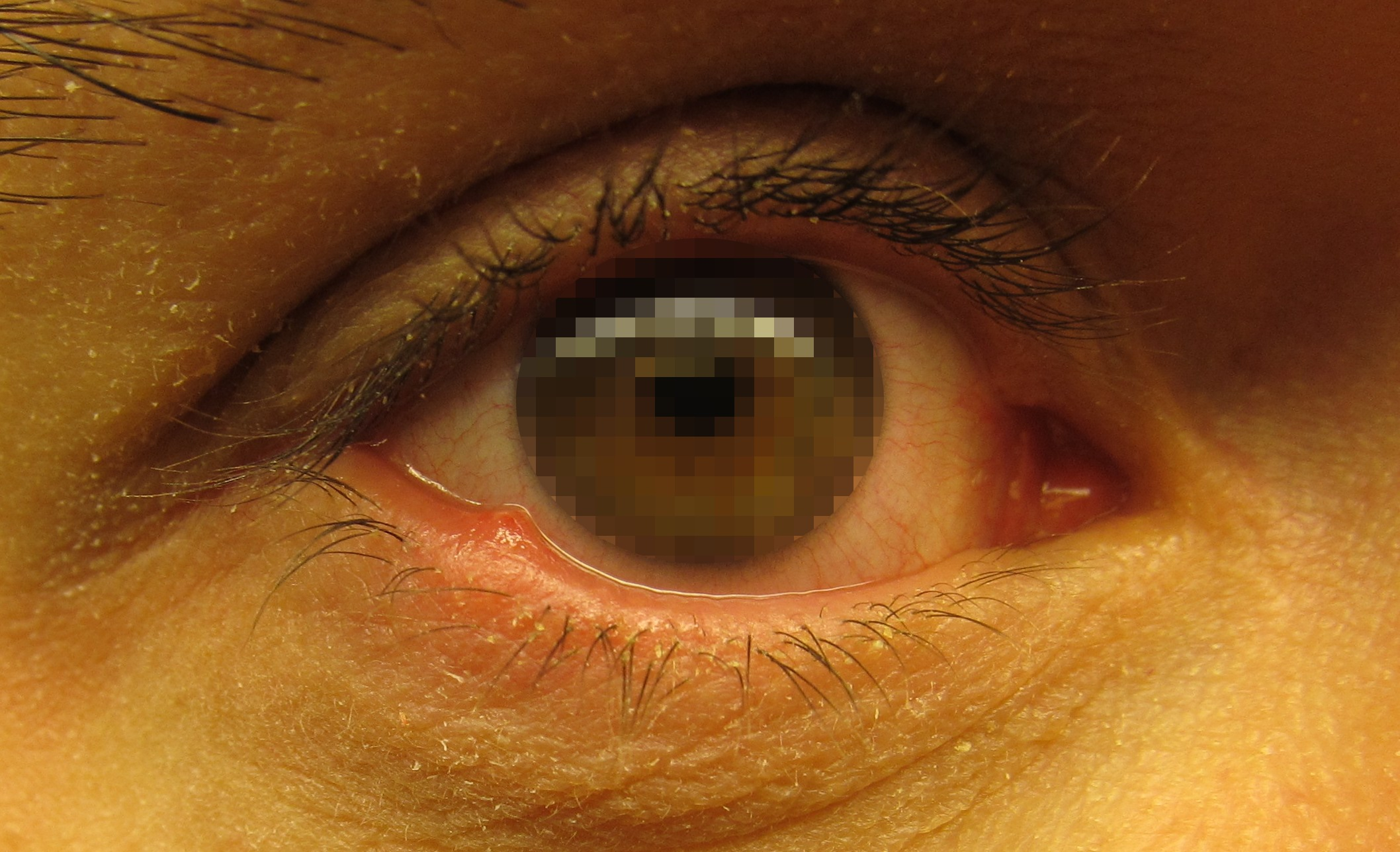
Geplatztes Gerstenkorn

Ein Hordeolum (Plural Hordeola; Diminutiv von lateinisch hordeum sativum ‚Gerste‘; hordeolum = Gerstenkorn) oder deutsch Gerstenkorn, Lidrandabszess oder Zilienabszess (englisch: stye oder sty; französisch: grain d’orge [Botanik], hordéole, compère-loriot oder orgelet [Medizin]; mittelbairisch, österreichisch: Gerschtl; schweizerdeutsch: Ürseli, Gritli, Werle; österreichisch: Wern) ist eine meist eitrige Entzündung der Drüsen der Augenlider (Blepharitis) in Form eines Abszesses mit Durchbruch nach innen oder außen.
Das Gerstenkorn gilt als Äquivalent des Furunkels (Augenlidfurunkel, Augenlidkarbunkel). Im Unterschied zum Furunkel hat ein Hordeolum als Infektion einer exokrinen Drüse jedoch einen Ausführungsgang, durch den das eitrige Sekret abfließen kann.
Bei einem Hordeolum externum erfolgt der Eiterabfluss nach außen; es sind entweder die Moll-Drüsen (Schweißdrüsen) oder die Zeis-Drüsen (Talgdrüsen) betroffen. Bei einem Hordeolum internum erfolgt der Eiterdurchbruch vom Tarsus ausgehend nach innen, hier sind die Meibom-Drüsen (Talgdrüsen am Lidrand, Glandulae tarsales) infiziert.
Vom Hordeolum abzugrenzen ist das schmerzlose Chalazion (Hagelkorn), bei dem es sich um eine chronische granulomatöse Entzündung der Meibomschen Drüsen handelt.

## Ursachen
Das Gerstenkorn wird meist durch eine Staphylokokken- (Staphylococcus aureus in 90 bis 95 Prozent aller Fälle), selten durch eine Streptokokken-Infektion, hervorgerufen. An sich ist es eine harmlose Infektion. Treten diese Entzündungen jedoch gehäuft auf, spricht das entweder für ein geschwächtes Immunsystem  – verursacht zum Beispiel durch Diabetes mellitus oder durch Immunsuppression – oder für eine ständige Wiederinfektion, zum Beispiel durch Reiben der Augen mit infizierten Händen. Risikofaktoren sind eine chronische Blepharitis, mangelnde Hygiene, das Tragen von Kontaktlinsen oder Make-up sowie Stress, Zugluft und Zigarettenrauch.

## Häufigkeit
Augenlidentzündungen wie Gersten- und Hagelkörner sind sehr häufig und können in jedem Alter auftreten. Es fehlen genauere Angaben zu Inzidenz und Prävalenz und ob es sich um eine Saisonkrankheit mit Bevorzugung des Sommers handelt. Ein Gerstenkorn tritt unabhängig von Alter oder Geschlecht auf.

## Symptome
Eine schnell auftretende Entzündung, schmerzhafte und eitrige Schwellung und lokale Rötung sind die Symptome des Gerstenkorns. Es kommt beim Hordeolum externum zum Tränen des Auges, zu einem Fremdkörpergefühl und zu einer Photophobie (Lichtempfindlichkeit). Beschrieben wird außerdem ein starkes Ödem des Lides und der angrenzenden Bindehaut (Chemosis) mit umschriebener hochroter und exzessiv schmerzhafter Vorwölbung der Lidhaut im Wimpernbereich. Wenn die Bindehaut geschwollen und gerötet ist, spricht man von einer Bindehautentzündung (Konjunktivitis). Es kommt zur Pseudoptosis. Bei den tiefliegenden Infektionen (Hordeolum internum) kann es auch zu einer Vorwölbung des Lidrandes kommen. Auch können die Patienten Fieber und eine Lymphadenopathie (Lymphknotenvergrößerung) haben. Als seltene Komplikationen treten Lidabszesse, Orbitalphlegmone (Ausdehnung der Entzündung auf das ganze Auge) oder Thrombosen auf.
Es gibt beim unkomplizierten Verlauf des Hordeolum externum zwei verschiedene Formen. Entweder verschwinden die Entzündungszeichen nach wenigen Tagen durch Resorption des Abszesses. In den anderen Fällen erscheint ein Eiterpunkt, der sich spontan oder auf leichten Druck entleert. In beiden Fällen bildet sich die Schwellung meistens schnell zurück.

## Therapie
Ein Gerstenkorn ist zumeist harmlos, kann aber unbehandelt beziehungsweise durch eine verspätet erfolgte Inzision zu einer Lidphlegmone führen. Ein chronischer oder ein rezidivierender Verlauf und das gleichzeitige Auftreten an verschiedenen Augenabschnitten (Hordeolosis) können ein Hinweis auf eine Immundefizienz oder auf eine bisher unentdeckte Zuckerkrankheit sein.

### Medikamente
Desinfizierende und antibiotische Salben bei Nacht und Augentropfen (z. B. Gyrasehemmer, Bibrocathol) am Tag können helfen, die Schwellung zu verringern, die Infektion zu beseitigen, eine Ausbreitung auf das andere Auge zu verhindern und einer Reinfektion vorzubeugen. Gängige Wirkstoffe solcher Ophthalmika sind unter anderem Neomycin oder Gentamicin. „Antibiotische Salben haben nur den Zweck, das Oberlid und die Nachbarschaft vor einer Ausbreitung der Infektion zu schützen. Ein Verband ist nicht zu empfehlen, er führt zur Sekretstauung und läßt den Infekt weiter fortschreiten.“ „Antibakterielle Präparate (zum Beispiel Kanamycin-Augentropfen) sind von sekundärer Bedeutung, da sie nicht an den Wirkungsort [gemeint: Entzündungsort] gelangen.“
Gelegentlich ist bei einer Entzündung der Meibomschen Drüsen oder bei einer schweren chronischen Blepharitis eine systemische Antibiose erforderlich, üblicherweise mit Tetrazyklinen oder Azithromycin, früher auch mit Dicloxacillin oder Erythromycin.

### Selbstbehandlung
Im Rahmen der Selbstmedikation kann alternativ (zum schnelleren Ablauf) trockene Wärme, z. B. durch Rotlicht, mit einem Heizkissen oder mit einer Wärmebrille, mit anschließendem Ausstreichen des verflüssigten Sekrets mittels Lidmassage hilfreich sein. Jedoch sollte bei einer Rotlichtlampe – zweimal täglich für fünf bis zehn Minuten bei geschlossenen Augen – auf einen Abstand von mindestens 50 cm zur Lichtquelle geachtet werden. Wichtig ist eine Lidrandhygiene. Kontaktlinsen sollten entfernt werden. Ein Make-up des betroffenen Auges sollte unterbleiben. 

### Naturheilverfahren
In der Naturheilkunde wird eine Augensalbe mit den Wirkstoffen Euphrasia (Augentrost), Ruta graveolens (Weinraute) und Echinacea angustifolia als Phytotherapeutikum angeboten. Gelegentlich werden Vitalstoffe empfohlen. Im Gegensatz zur Schulmedizin gelten in der Phytotherapie „beim Gerstenkorn heiße Augenaufschläge mit Kamillentee oder einer Mischung aus Herba euphrasiae und Flora chamomillae zu gleichen Teilen [als] ein vorzügliches Mittel.“ Ähnlich wurden ein in Augentrost-Tee getauchter Wattebausch, Leinsamen, Bockshornkleesamen und Kartoffelbrei empfohlen („Alles muß so heiß sein, daß man es gerade noch ertragen kann. Legen Sie den Brei auf das Gerstenkorn auf.“)

### Lokalbehandlung
Widersprüchlich sind in der ophthalmologischen Fachliteratur die Hinweise zur Lokaltherapie. Empfohlen werden heiße Umschläge, heiße Kompressen oder heiße Kataplasmen zur Reifeförderung. Manchmal empfohlen („warme Umschläge“, „warme Waschlappen“ oder „warme Reissocken“) und manchmal nicht empfohlen wird dagegen eine Anwendung nur feuchtwarmer Kompressen, insbesondere mit Kamillentee, da durch unsterile Lösungen weitere Keime in das Auge gelangen könnten und die Kamille ein zusätzliches allergisierendes Potenzial besitzt. Bei feuchtwarmen Verbänden und heißen Umschlägen bestehe zudem das Risiko einer Aufweichung der Haut. Dies könne eine Verschleppung der Keime, welche die Infektion hervorgerufen haben, zur Folge haben. „Feuchte Umschläge und Verbände sollen vermieden werden, da man dadurch die Oberfläche der Haut schädigt.“ Früher wurden trotzdem ohne Begründung Leinsamenumschläge empfohlen.

### Ausdrücken
Bei Manipulationen (reiben oder drücken, manuelles Ausdrücken) droht eine Keimverschleppung in das zentrale Nervensystem. Es besteht keine Meningitisgefahr, jedoch „die Gefahr der Thrombophlebitis der Vena angularis“ oder als Rarität einer Thrombose des Sinus cavernosus.

### Hygiene
Da die Erreger übertragbar sind, sollten generelle Hygienemaßnahmen beachtet werden wie etwa das Vermeiden der Nutzung gemeinsamer Handtücher.

### Augenarzt
Bricht das Gerstenkorn nach einiger Zeit (acht Tage) nicht selbständig auf und kommt es zu starken Schwellungen, Fluktuationen oder zu einer starken Schmerzzunahme, sollte ein Augenarzt durch einen Einstich (Inzision, Stichinzision) mit einem Skalpell das Gerstenkorn öffnen. „Die Inzision darf nicht zu früh geschehen.“ Bei einer Sepsis oder bei einer Ausbreitung in die Orbita kann eine Krankenhaus-Einweisung (Hospitalisierung) erforderlich werden.

## Abgrenzung zum Hagelkorn
Ein Hagelkorn entsteht durch eine verstopfte Talgdrüse (Meibom-Drüse und ihre Drüsengänge) am Augenlid. Hagelkörner entstehen langsam und verursachen weniger Schmerzen und Beschwerden als Gerstenkörner. Sie können durch den ausgeübten Druck und durch die Reibung zwischen dem Augenlid und der Bindehaut zu einer Bindehautentzündung führen. Oftmals ist ein Hagelkorn die Folge einer chronischen Entzündung am Lidrand. Auch durch ein Gerstenkorn kann sich anschließend ein Hagelkorn bilden.

## Weitere Differenzialdiagnosen
In zweifelhaften Fällen sollte differenzialdiagnostisch auch an ein Xanthelasma, eine Dakryoadenitis (Tränendrüsenentzündung), ein Papillom, eine Zyste, ein Erysipel (Wundrose) oder viel seltener an eine Pneumoorbita (Vorhandensein von Luft in der Orbitalhöhle) gedacht werden.
Abzugrenzen ist auch eine Follikulitis durch die Haarbalgmilbe Demodex folliculorum; diese Krankheit heißt beim Menschen Demodikose, Demodicosis oder Demodicidosis. Bei Tieren spricht man beim Befall von ähnlichen Haarbalgmilbenarten von der Demodexräude, der Akarusräude oder der roten Räude. Diese Tierkrankheiten gelten nicht als Zoonosen, sie sind also auf Menschen nicht übertragbar.
Ein Basalzellkarzinom, ein Plattenepithelkarzinom des Augenlids und ein Karzinom der Talgdrüsen gelten nicht als Differenzialdiagnosen des Gerstenkorns, wohl aber des Hagelkorns, weil sie am Beginn schmerzlos verlaufen.

## Geschichte
Erasmus Alberus hat 1540 in Frankfurt am Main erstmals eine kleine Geschwulst am Auge als Gerstenkorn bezeichnet. Es handelte sich um eine Lehnübersetzung des gleichbedeutenden lateinischen Begriffs Hordeolum. Das lateinische Wort Hordeolum ist die Verkleinerungsform von Hordeum (Gerste oder Gerstenkorn). Hordeum oder Hordeolum („Gerstenkörnchen“) ist die lateinische Übersetzung des altgriechischen Wortes für Gerste (κριθή, krité oder crithe). So nannte Hippokrates von Kos dieses Augenleiden. Ähnliche Begriffe waren Augenhaber, Erbse, Haber, Hagelkorn, Hagelstein, Kife und Perle.
Früher wurde als Gerstenkorn aber auch eine Schweinekrankheit bezeichnet: „Bey den Schweinen ist es eine weiße Blatter in der Größe einer Erbse, welche ihnen im Maule wächset, oft tödtlich ist, und auch der Rank oder das Rank=Korn genannt wird.“